# Francisco Javier García López
Francisco Javier García López (Juchitán de Zaragoza, Oaxaca; 22 de septiembre de 1966) Ingeniero Industrial y Político mexicano, miembro del Partido Revolucionario Institucional, nace en la Heroica Ciudad de Juchitán de Zaragoza, Oaxaca, donde se forja y muy joven inicia su carrera política como Presidente del Concejo Municipal de Participación Juvenil, H. Concejo Municipal de Juchitán (1988,Oaxaca).

## Último encargo
Fue Diputado en la LXI Legislatura del Congreso del Estado de Oaxaca, Coordinó la Fracción del Partido Revolucionario Institucional, asimismo, Presidió la Comisión Permanente de Fomento de la Energía Renovable.

## Comisiones que Integró en la LXI Legislatura Local
- Comisión Permanente de Fomento de la Energía Renovable.
- Comisión Permanente de Fomento Industrial, Comercial y Artesanal.
- Comisión Permanente de Desarrollo Social.
- Comisión Permanente de Administración Pública.
- Comisión Especial de Atención a Periodistas.

## Trayectoria Política
Asesor del Subsecretario de Gobierno, México, D.F. (1999)
Subsecretario de Gestión Social PRI, México, D.F. (2000)

## Trayectoria en la Administración Pública
Su sensibilidad y quehacer político le ha permitido desempeñarse en diferentes cargos de la Administración Pública como: delegado del COPLADE (1990, Oaxaca), coordinador estatal del PRONASS (1991, Oaxaca), director general del Instituto de la Juventud Oaxaqueña (1992-1998, Oaxaca), ejecutivo de Atención a Municipios LyF (2001-2003, México, DF), coordinador de asesores de la Secretaría General de Gobierno (2005, Oaxaca), Subsecretario de Fortalecimiento Institucional (2006, Oaxaca), Subsecretario de Desarrollo Municipal (2007, Oaxaca), Coordinador General de Unidades Móviles (2008, Oaxaca), entre otros.